# Peter Voets
Peter Voets est un footballeur belge devenu entraîneur, né le 17 septembre 1968 à Saint-Trond (Belgique).
Après avoir joué dans le club de sa ville natale, le K Saint-Trond VV, il a entraîné les joueurs de ce club.